# Akinobu Okada
Akinobu Okada (岡田 彰布, Okada Akinobu, Osaka, 25 de novembro de 1957 -) foi um defensor interno e gerente (manager) japonês de Nippon Professional Baseball (NPB).
Okada teve passagens Nippon Professional Baseball pelo Hanshin Tigers e pelo Orix Buffaloes.